# Astasie
Astasie is de medische term voor onzekerheid bij staan. Deze klacht kan voorkomen bij een groot aantal bewegings- en gevoelsstoornissen, bijvoorbeeld bij aandoeningen van de frontale kwabben. Astasie wordt door patiënten vaak niet als dusdanig als klacht geuit; zij klagen dan duizeligheid of een evenwichtsstoornis.
Vaak, maar niet altijd, komt het symptoom samen met abasie voor.